# Synagoge (Wynohradiw)

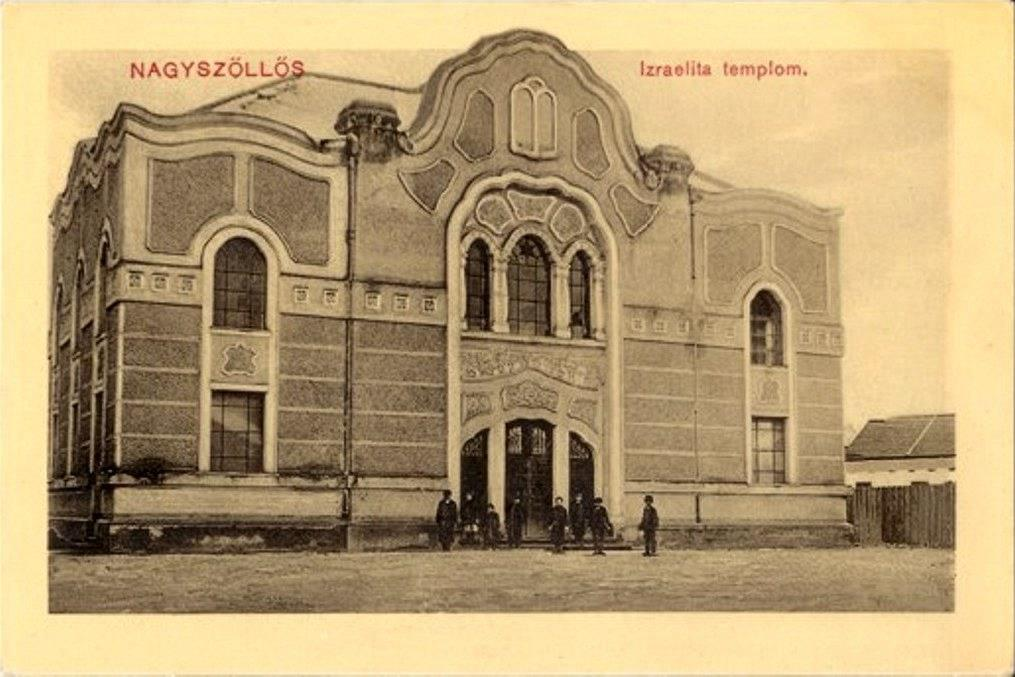
Synagoge circa 1900

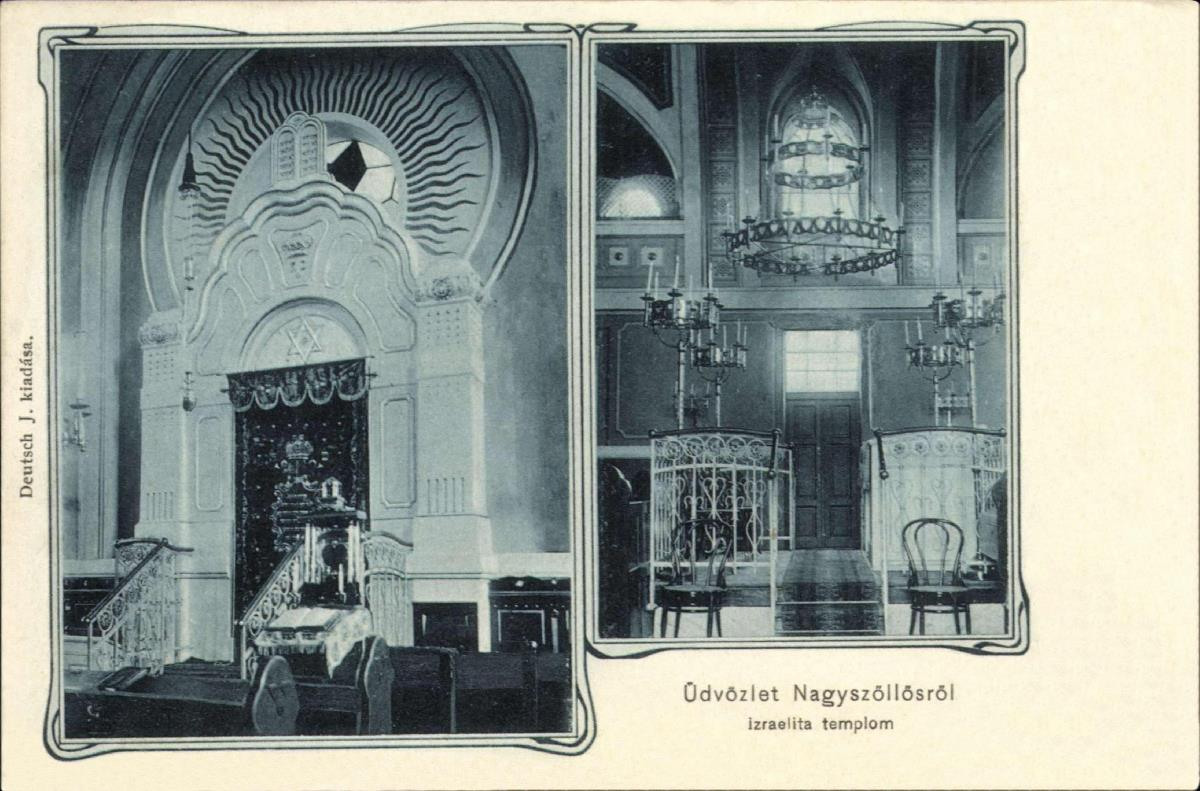
Toraschrein und Bima

Die Synagoge in Wynohradiw, einer Stadt in der Oblast Transkarpatien im äußersten Westen der Ukraine, wurde um 1900 gebaut. Zu dieser Zeit gehörte Wynohradiw unter dem Namen Nagyszőllős zum Königreich Ungarn.

## Beschreibung
Ungewöhnlich für eine orthodoxe Gemeinde, die die Synagoge errichten ließ, ist, dass sie im Jugendstil errichtet wurde. Sie hat einen T-förmigen Plan; der breitere Eingangsbereich ist zur Straße hin, dahinter ist der schmalere Hauptraum, der Gebetsraum der Männer.
Die offene Bima in der Raummitte war von einem niedrigen Geländer umrahmt und nach oben von einem Kronleuchter abgeschlossen. Der Toraschrein war ebenfalls im Jugendstil errichtet; er hatte die Form einer repräsentativen Eingangstür. Gekrönt war er von den Gesetzestafeln, dahinter befand sich der von wellenförmigen Strahlen eingerahmte Okulus, der Licht hereinließ.
Die Synagoge wurde kürzlich renoviert.